# 朱貴煘
衡山恭惠王朱貴煘（1421年—1476年），明朝遼藩衡山王，遼簡王朱植的庶第十九子。

## 生平
正統二年（1437年），封衡山王。
成化十二年（1476年），朱貴燠去世，享年五十六歲，諡號恭惠。無子，封爵被廢除。

## 家庭

### 妻
- 王氏，南城兵馬副指揮王鑑女，正統九年（1444年）冊為衡山王妃[3]